# Delta (Fernsehserie)
Delta war eine Amerikanische Sitcom mit Delta Burke in der Hauptrolle. Die Serie wurde auf dem Sender ABC vom 15. September 1992 bis zum 25. August 1993 ausgestrahlt. Die Serie war die erste Show für Burke nach ihrem Ausstieg aus der CBS Sitcom Mann muss nicht sein (Designing Women) im Frühjahr 1991. Die deutsche Erstausstrahlung fand im Herbst 1994 auf dem Sender RTLZWEI statt. Bis auf eine Wiederholung im Folgejahr, blieb dies die einzige Ausstrahlung im deutschen Fernsehen.

## Handlung
Burke spielt Delta Bishop, eine junge selbständige Frau die von einer Karriere als Country Musikerin träumt. Sie zieht nach Nashville, um ihren Traum Realität werden zu lassen. 

## Episodenliste
| Folge | Original-Titel                         | Deutscher Titel            | Erstausstrahlung (Original) | Deutsche Erstausstrahlung |
| ----- | -------------------------------------- | -------------------------- | --------------------------- | ------------------------- |
| 1     | Climb That Mountain                    | Nashville, ich komme!      | 15.09.1992                  | 17.10.1994                |
| 2     | Delta Doesn’t Get Discovered           | Finger weg!                | 17.09.1992                  | 17.10.1994                |
| 3     | Sweet Dreams                           | Süße Träume                | 24.09.1992                  | 19.10.1994                |
| 4     | Shall We Dance?                        | Darf ich bitten?           | 01.10.1992                  | 20.10.1994                |
| 5     | How Much Is That Darden in the Window? | Junggesellen zu versteigen | 08.10.1992                  | 21.10.1994                |
| 6     | White Women Can’t Jump Either          | Sport ist Mord             | 15.10.1992                  | 24.10.1994                |
| 7     | The Bad Word                           | Zur Feier des Tages        | 22.10.1992                  | 26.10.1994                |
| 8     | First Time Again                       | Heiße Fährte               | 29.10.1992                  | 27.10.1994                |
| 9     | The Cabin and the Credit Card          | Flitterwochennestchen      | 12.11.1992                  | 28.10.1994                |
| 10    | Our D-I-V-O-R-C-E                      | Die neue Flamme            | 03.12.1992                  | 31.10.1994                |
| 11    | A Christmas Tale                       | Vom Himmel hoch            | 17.12.1992                  | 02.11.1994                |
| 12    | The Agent                              | Jetzt oder nie             | 06.04.1993                  | 03.11.1994                |
| 13    | Mom Comes to Town                      | Hilfe, Mutter kommt!       | 13.04.1993                  | 04.11.1994                |
| 14    | Amateur Night                          | Lampenfieber               | 20.04.1993                  | 07.11.1994                |
| 15    | Red Hot Mama                           | Einfach nur geschmacklos   | 27.04.1993                  | 08.11.1994                |
| 16    | Roadtrip                               | Der große Star             | 28.07.1993                  | 25.10.1994                |
| 17    | Delta’s Little Dilemma                 | Selbst ist die Frau        | 25.08.1993                  | 09.11.1994                |